# Polymerschmelze
Der flüssige Aggregatzustand eines polymeren Stoffes wird als Polymerschmelze bezeichnet. Im Vergleich zu niedermolekularen Flüssigkeiten besitzen Polymerschmelzen komplexe strukturelle und dynamische Eigenschaften. Polymere verhalten sich in Schmelze und als Festkörper viskoelastisch, d. h. die Schubspannung ist sowohl elastisch als auch viskos, eine Eigenschaft, die auch bei Flüssigkristallen auftritt.

## Struktur
Thermoplastische Polymere sind langkettige, mehr oder weniger flexible Moleküle. In der Schmelze besitzen sie eine zufällige, knäuelartige Konformation, wobei sich die Polymerknäuel gegenseitig durchdringen. Aus Streuexperimenten (insbesondere Neutronenstreuung) ist bekannt, dass sich die Massenverteilung einer einzelnen Kette in der Schmelze in guter Näherung durch eine dreidimensionale Gaußverteilung beschreiben lässt. Auf Längenskalen, die größer als die Persistenzlänge und kleiner als der Trägheitsradius der Kette sind, gleicht die zufällige Konformation der Kette der Spur einer dreidimensionalen Brownschen Bewegung. Somit ist ein Polymerknäuel in der Schmelze ein selbstähnliches Objekt mit der fraktalen Dimension 2.

## Dynamik
Der komplexe Aufbau einer Polymerschmelze aus sich durchdringenden, verknäulten Makromolekülen führt zu komplexen dynamischen Eigenschaften. Die gegenseitige Durchdringung behindert drastisch die Diffusion der Moleküle. Polymerschmelzen sind deshalb sehr viskos. Die Verhakungen und Verschlaufungen der sich durchdringenden Knäuel wirken auf kurzen Zeitskalen ähnlich wie Vernetzungspunkte in einem Elastomer, weshalb eine Polymerschmelze auf eine schnelle Deformation hin kurzfristig ähnlich wie Gummi elastisch reagiert. Unter diesen Bedingungen wird die Dynamik von Polymerschmelzen durch das Reptationsmodell beschrieben. Eine Polymerschmelze ist ein nichtnewtonsches Fluid: Bei zunehmender Scherrate ist in vielen Fällen eine Abnahme der Viskosität zu beobachten („Scherverdünnung“): Dies lässt sich auf eine Streckung der Polymerknäuel in Strömungsrichtung und eine abnehmende Dichte von Verhakungen mit Nachbarketten zurückführen.